# Hesjevika
Hesjevika est une localité du comté de Troms, en Norvège.

## Géographie
Administrativement, Hesjevika fait partie de la kommune de Lavangen.